# قوس حنكية لسانية
القَوسُ الحَنَكِيَّةُ اللِّسانِيَّة تمتد بشكل أمامي وحشي إلى الاسفل وعلى جانبي قاعدة اللسان، وتتشكل بنتوء العضلة الحنكية اللسانية وغشائها المخاطي. وهي تشكل الحدود الأمامية لبرزخ الحلق، وتُعتبر حداً فاصلاً بين الفم والبلعوم.